# Escrita ge'ez
A escrita ge'ez ou gueês (ግዕዝ Gəʿəz), também chamada de etiópica, é uma escrita originalmente desenvolvida para escrever a língua ge'ez, uma língua semítica. Em outras línguas que fazem uso desse alfabeto, como amárico e tigrínia, essa escrita é chamada de Fidäl (ፊደል), que significa escrita.
A escrita ge'ez foi adaptada na escrita de diversas línguas, a maioria semíticas. As línguas mais difundidas escritas em ge'ez são o amárico na Etiópia e tigrínia na Eritreia e Etiópia. Também é usada na escrita da língua sebatbeit, me'em, e a maioria das línguas da Etiópia. Na Eritreia é usada na escrita da língua tigré, e tradicionalmente usada na língua blin, uma língua cuchítica. Algumas outras línguas do Chifre da África, como o oromo, usaram a escrita ge'ez, mas migraram para uma ortografia baseada no alfabeto latino.
- Para a representação dos sons, esse artigo usa um sistema que é comum (mas não universal) entre os linguistas que estudam línguas semíticas etiópicas; mas difere um pouco das convenções do Alfabeto Fonético Internacional. Veja os artigos para cada língua individual para informações sobre pronúncia.

## História e origens
As mais antigas escritas em línguas semíticas etiópicas na Etiópia e Eritreia remontam ao século IX a.C. em alfabeto arábico meridional, um alfabeto compartilhado por reinos vizinhos no sul da Arábia. Após os séculos VII e VI a.C., no entanto, variantes da escrita surgiram, evoluindo em direção à escrita ge'ez. Essa evolução pode ser vista mais claramente em evidências de inscrições (principalmente em rochas e cavernas) no distrito de  Agame no norte da Etiópia e antiga província de Akkele Guzay na Eritreia. Nos primeiros séculos DC, o que era chamado "velho etiopico" ou o "velho ge'ez" surgiu, um sistema de escrita, escrito da esquerda para a direita (em oposição ao boustrophedon como ESA) com letras basicamente idênticas às formas da primeira ordem do moderno alfabeto vocalizado (e.g. "k" na forma de "kä"). Havia também pequenas diferenças como a da letra "g" voltada para a direita, ao invés da esquerda na escrita ge'ez vocalizada, e um pequeno símbolo voltado para a esquerda "l", como em ESA, ao invés de letras igualmente longas como em ge'ez (lembrando um pouco a letra grega lambda). A vocalização do ge'ez ocorreu no quarto século, e entretanto os primeiros textos vocalizados completos provém das inscrições de Ezana, letras vocalizadas o precederam em alguns anos, como uma letra vocalizada individual que existe na moeda axumita do seu predecessor Uazeba. Roger Schneider também mostrou (em um trabalho não publicado no início dos anos 1990) anomalias no que é conhecido como escritas de Ezana que implicam que ele estava conscientemente empregando um estilo arcaico durante seu reinado, indicando que a  vocalização pode ter ocorrido muito mais cedo. Como resultado, alguns acreditam que a vocalização pode ter sido adotada a fim de preservar a pronunciação dos textos ge'ez devido ao já moribundo status do ge'ez, e que, naquele tempo a língua comum das pessoas já eram línguas etio-semíticas tardias.[carece de fontes?] os estudiosos Kobishchanov, Daniels, e outros têm sugerido possível influência dos alfasilabários indianos na vocalização, como essas escritas são abugidas (também conhecidos como "alfasilabário"), e Axum foi uma importante parte das maiores rotas de comércio envolvendo a Índia e o mundo greco-romano durante a Antiguidade.
De acordo com as crenças religiosas da Igreja Ortodoxa Etíope, a forma consonantal original do ge'ez fidel foi divinamente revelada a Enos "como um instrumento de codificação das leis", e que o atual sistema de vocalização é atribuído a um grupo de estudiosos axumitas liderados por nada menos que Frumêncio (Aba Selama), o mesmo missionário que diz ter convertido o rei Ezana ao cristianismo no século IV.
O ge'ez tem como base dos seus símbolos silábicos 26 consoantes. Comparado ao inventário de 29 consoantes no alfabeto arábico meridional, a continuidade de ġ, ẓ e fricativas inter-dentais ḏ, ṯ foram perdidas, assim como as arábicas s³  (a letra ge'ez Sawt ሠ sendo deriveda do arábico meridional s² ). Por outro lado P̣ait ጰ, uma inovação ge'ez, é uma modificação de Ṣädai ጸ, enquanto Pesa ፐ é baseado em Tawe ተ.
Assim, há 24 correspondências entre a escrita ge'ez e o alfabeto arábico meridional.
| translit.          | h | l | ḥ | m | ś (SA s²) | r | s (SA s¹) | ḳ | b | t | ḫ | n |
| ------------------ | - | - | - | - | --------- | - | --------- | - | - | - | - | - |
| Ge'ez              | ሀ | ለ | ሐ | መ | ሠ         | ረ | ሰ         | ቀ | በ | ተ | ኀ | ነ |
| Arábico meridional | h | l | ḥ | m | s²        | r | s¹        | ḳ | b | t | ḫ | n |

| translit.        | ʾ | k | w | ʿ | z (SA ḏ) | y | d | g | ṭ | ṣ | ḍ | f |
| ---------------- | - | - | - | - | -------- | - | - | - | - | - | - | - |
| Ge'ez            | አ | ከ | ወ | ዐ | ዘ        | የ | ደ | ገ | ጠ | ጸ | ፀ | ፈ |
| Arabe meridional | ʾ | k | w | ʿ | z        | y | d | g | ṭ | ṣ | ḍ | f |

Muitos dos nomes das letras são cognatos com o proto-cananita, e assim podem ser assumidos em proto-sinaico.

## Caracteres para a língua ge'ez

### Caracteres básicos
Há 26 consoantes que servem de base para os símbolos silábicos:
h, l, ḥ, m, ś, r, s, ḳ, b, t, ḫ, n, ʾ, k, w, ʿ, z, y, d, g, ṭ, p̣, ṣ, ṣ́, f, p
| translit. | h | l | ḥ | m | ś | r | s | ḳ | b | t | ḫ | n | ʾ |
| Ge'ez     | ሀ | ለ | ሐ | መ | ሠ | ረ | ሰ | ቀ | በ | ተ | ኀ | ነ | አ |

| translit. | k | w | ʿ | z | y | d | g | ṭ | p̣ | ṣ | ṣ́ | f | p |
| Ge'ez     | ከ | ወ | ዐ | ዘ | የ | ደ | ገ | ጠ | ጰ | ጸ | ፀ | ፈ | ፐ |

### Sílabas
A escrita ge'ez é um silabário: cada símbolo representa uma sílaba, e os símbolos são organizados em grupos de símbolos similares na base da consoante e vogal.
A escrita ge'ez é escrita da esquerda para a direita. 
Em ge'ez, a maior parte das sílabas é uma combinaçãode uma consoante com uma das sete vogais: 
ä, u, i, a, e, ə, o
Na tabela abaixo, as linhas mostram as consoantes na ordem tradicional. As colunas mostram as sete vogais, também na ordem tradicional. Uma consoante pode ser descrita, por exemplo, como sendo de quinta ordem, significando que nessa forma é a quinta na ordem tradicional das vogais. Para algumas letras há uma oitava modificação expressando um ditongo. -wa ou -oa, e uma nona expressando -yä.
Para representar uma consoante sem nenhuma vogal acompanhante, por exemplo, no final da sílaba ou em um encontro consonantal, a consoante+ə é usado (o símbolo na sexta coluna).
|       |   | ä | u | i | a | e | ə | o | wa | yä |
| ----- | - | - | - | - | - | - | - | - | -- | -- |
| Hoy   | h | ሀ | ሁ | ሂ | ሃ | ሄ | ህ | ሆ |    |    |
| Läwe  | l | ለ | ሉ | ሊ | ላ | ሌ | ል | ሎ | ሏ  |    |
| Ḥäwṭ  | ḥ | ሐ | ሑ | ሒ | ሓ | ሔ | ሕ | ሖ | ሗ  |    |
| May   | m | መ | ሙ | ሚ | ማ | ሜ | ም | ሞ | ሟ  | ፙ  |
| Śäwt  | ś | ሠ | ሡ | ሢ | ሣ | ሤ | ሥ | ሦ | ሧ  |    |
| Reʾs  | r | ረ | ሩ | ሪ | ራ | ሬ | ር | ሮ | ሯ  | ፘ  |
| Sat   | s | ሰ | ሱ | ሲ | ሳ | ሴ | ስ | ሶ | ሷ  |    |
| Ḳaf   | ḳ | ቀ | ቁ | ቂ | ቃ | ቄ | ቅ | ቆ | ቋ  |    |
| Bet   | b | በ | ቡ | ቢ | ባ | ቤ | ብ | ቦ | ቧ  |    |
| Täwe  | t | ተ | ቱ | ቲ | ታ | ቴ | ት | ቶ | ቷ  |    |
| Ḫarm  | ḫ | ኀ | ኁ | ኂ | ኃ | ኄ | ኅ | ኆ | ኋ  |    |
| Nähas | n | ነ | ኑ | ኒ | ና | ኔ | ን | ኖ | ኗ  |    |
| ʾÄlf  | ʾ | አ | ኡ | ኢ | ኣ | ኤ | እ | ኦ | ኧ  |    |

|       |   | ä | u | i | a | e | ə | o | wa | yä |
| ----- | - | - | - | - | - | - | - | - | -- | -- |
| Kaf   | k | ከ | ኩ | ኪ | ካ | ኬ | ክ | ኮ | ኳ  |    |
| Wäwe  | w | ወ | ዉ | ዊ | ዋ | ዌ | ው | ዎ |    |    |
| ʿÄyn  | ʿ | ዐ | ዑ | ዒ | ዓ | ዔ | ዕ | ዖ |    |    |
| Zäy   | z | ዘ | ዙ | ዚ | ዛ | ዜ | ዝ | ዞ | ዟ  |    |
| Yämän | y | የ | ዩ | ዪ | ያ | ዬ | ይ | ዮ |    |    |
| Dänt  | d | ደ | ዱ | ዲ | ዳ | ዴ | ድ | ዶ | ዷ  |    |
| Gäml  | g | ገ | ጉ | ጊ | ጋ | ጌ | ግ | ጎ | ጓ  |    |
| Ṭäyt  | ṭ | ጠ | ጡ | ጢ | ጣ | ጤ | ጥ | ጦ | ጧ  |    |
| P̣ait  | p̣ | ጰ | ጱ | ጲ | ጳ | ጴ | ጵ | ጶ | ጷ  |    |
| Ṣädäy | ṣ | ጸ | ጹ | ጺ | ጻ | ጼ | ጽ | ጾ | ጿ  |    |
| äppä  | ṣ́ | ፀ | ፁ | ፂ | ፃ | ፄ | ፅ | ፆ |    |    |
| Äf    | f | ፈ | ፉ | ፊ | ፋ | ፌ | ፍ | ፎ | ፏ  | ፚ  |
| Psa   | p | ፐ | ፑ | ፒ | ፓ | ፔ | ፕ | ፖ | ፗ  |    |

### Variantes das letras  labiovelares
Os símbolos para as consoantes velares labializadas são variantes das consoantes velares não labializadas:
| Basic sign           | ḳ  | ḫ  | k  | g  |
| Basic sign           | ቀ  | ኀ  | ከ  | ገ  |
| Variante labializada | ḳw | ḫw | kw | gw |
| Variante labializada | ቈ  | ኈ  | ኰ  | ጐ  |

Diferente das outras consoantes, essas lábio-velares podem ser combinadas com apenas 5 vogais diferentes:
|    | ä | i | a | e | ə |
| -- | - | - | - | - | - |
| ḳw | ቈ | ቊ | ቋ | ቌ | ቍ |
| ḫw | ኈ | ኊ | ኋ | ኌ | ኍ |

|    | ä | i | a | e | ə |
| -- | - | - | - | - | - |
| kw | ኰ | ኲ | ኳ | ኴ | ኵ |
| gw | ጐ | ጒ | ጓ | ጔ | ጕ |

## Modificação para outras línguas

### Letras adicionais
Algumas letras possuem variantes que não usadas em outras línguas que não o ge'ez.
| Caractere básico  | b     | t     | d     | ṭ      |
| Caractere básico  | በ     | ተ     | ደ     | ጠ      |
| Variante africada | v [v] | č [ʧ] | ǧ [ʤ] | č̣ [ʧʼ] |
| Variante africada | ቨ     | ቸ     | ጀ     | ጨ      |

| Caractere básico     | ḳ        | k       |
| Caractere básico     | ቀ        | ከ       |
| Variante africada    | ḳh [q]   | x [x]   |
| Variante africada    | ቐ        | ኸ       |
| Variante labializada | ḳhw [qʷ] | xw [xʷ] |
| Variante labializada | ቘ        | ዀ       |

| Cractere básico       | s     | n     | z     |
| Cractere básico       | ሰ     | ነ     | ዘ     |
| Variante palatalizada | š [ʃ] | ñ [ɲ] | ž [ʒ] |
| Variante palatalizada | ሸ     | ኘ     | ዠ     |

| Caractere básico | g           | ḫw           |
| Caractere básico | ገ           | ኈ            |
| Variante nasal   | {{{1}}} [ŋ] | {{{1}}} [ŋʷ] |
| Variante nasal   | ጘ           | ⶓ            |

Os símbolos silábicos são mostrados abaixo. Como os outros labiovelares, essas podem ser combinadas com apenas 5 vogais. 
|              | ä | u | i | a | e | ə | o | wa |
| ------------ | - | - | - | - | - | - | - | -- |
| š            | ሸ | ሹ | ሺ | ሻ | ሼ | ሽ | ሾ | ሿ  |
| ḳh           | ቐ | ቑ | ቒ | ቓ | ቔ | ቕ | ቖ |    |
| ḳhw          | ቘ |   | ቝ | ቛ | ቜ | ቚ |   |    |
| v            | ቨ | ቩ | ቪ | ቫ | ቬ | ቭ | ቮ | ቯ  |
| č            | ቸ | ቹ | ቺ | ቻ | ቼ | ች | ቾ | ቿ  |
| {{{1}}} [ŋʷ] | ⶓ |   | ⶔ |   | ⶕ | ⶖ |   |    |

|             | ä | u | i | a | e | ə | o | wa |
| ----------- | - | - | - | - | - | - | - | -- |
| ñ           | ኘ | ኙ | ኚ | ኛ | ኜ | ኝ | ኞ | ኟ  |
| x           | ኸ | ኹ | ኺ | ኻ | ኼ | ኽ | ኾ |    |
| xw          | ዀ |   | ዂ | ዃ | ዄ | ዅ |   |    |
| ž           | ዠ | ዡ | ዢ | ዣ | ዤ | ዥ | ዦ | ዧ  |
| ǧ           | ጀ | ጁ | ጂ | ጃ | ጄ | ጅ | ጆ | ጇ  |
| {{{1}}} [ŋ] | ጘ | ጙ | ጚ | ጛ | ጜ | ጝ | ጞ | ጟ  |
| č̣           | ጨ | ጩ | ጪ | ጫ | ጬ | ጭ | ጮ | ጯ  |

### Símbolos usados em línguas modernas
O amárico usa todas as consoantes básicas, mais algumas indicadas abaixo. Algumas das variantes labiovelares também são usadas.
O tigrínia possui todas as consoantes básicas, as variantes labiovelares exceto ḫw (ኈ) mais algumas indicadas abaixo. Algumas das consoantes básicas caíram em desuso na Eritreia.
A língua tigré usa todas as consoantes básicas exceto ś (ሠ), ḫ (ኀ) e ḍ (ፀ). Também são usadas algumas indicadas abaixo. Não são usadas as variantes labiovelares. 
A língua blin possui todas as consoantes básicas exceto ś (ሠ), ḫ (ኀ) e ḍ (ፀ), mais algumas indicadas abaixo. Algumas das variantes labiovelares também são usadas.
|          | š | ḳh | ḳhw | v | č | [ŋʷ] | ñ | x | xw | ž | ǧ | [ŋ] | č̣ |
|          | ሸ | ቐ  | ቘ   | ቨ | ቸ | ⶓ    | ኘ | ኸ | ዀ  | ዠ | ጀ | ጘ   | ጨ |
| -------- | - | -- | --- | - | - | ---- | - | - | -- | - | - | --- | - |
| Amárico  | ✓ |    |     | ✓ | ✓ |      | ✓ | ✓ | ✓  | ✓ | ✓ |     | ✓ |
| Tigrínia | ✓ | ✓  | ✓   | ✓ | ✓ |      | ✓ | ✓ | ✓  | ✓ | ✓ |     | ✓ |
| Tigré    | ✓ |    |     |   | ✓ |      |   |   |    | ✓ |   | ✓   |   |
| Blin     | ✓ | ✓  |     | ✓ | ✓ | ✓    | ✓ |   | ✓  | ✓ | ✓ | ✓   | ✓ |

Nota: "v" é usado para palavras de origem estrangeira exceto em algumas línguas gurage (e.g. cravat, 'gravata', empréstimo do francês), e "x" é pronunciado "h" em amárico.

## Ordem
Para o ge'ez, amárico, tigrínia e tigré, a ordem padrão é chamada Halehame. Para os símbolos básicos há uma sessão já mostrada nessa página. Onde as variantes labiovelares são usadas, seguem imediatamente os símbolos básicos, seguidos pelas outras variantes. Em tigrínia, por exemplo, os caracteres baseados em ከ seguem  nessa ordem:  ከ, ኰ, ኸ, ዀ.
Em blin, a ordem dos caracteres é ligeiramente diferente.

## Usos após a diáspora
Muitos rastafaris aprenderam a escrever em ge'ez por causa de sua religião, que tem o ge'ez como língua original e sagrada. Vários músicos de reggae têm usado essa escrita em seus álbuns.
O código africano oficial reconhece o ge'ez como a escrita pan-africana que deve substituir o alfabeto latino que atualmente é usado para escrever a maioria das línguas africanas.  
O filme 500 anos depois (፭፻-ዓመታት በኋላ) foi o primeiro documentário ocidental a usar caracteres ge'ez para o título 500 Years Later. Essa escrita também aparece no trailer e material promocional do filme. 

## Numerais

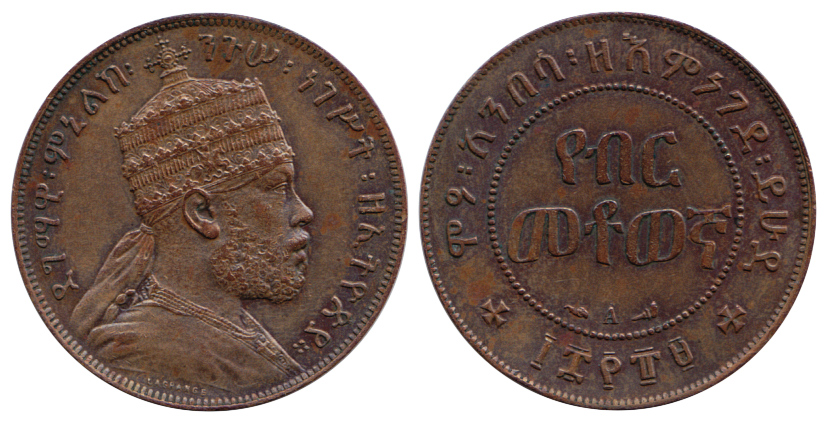
Moeda do Imperador Menelique II. Data - ፲፰፻፹፱ (calendário etíope de 1889).

O ge'ez usa um sistema de unidades e dezenas comparável ao hebreu, árabe (abjad) e gregos numerais, mas diferente desses sistemas, mais que dar valores numéricos às letras, separa símbolos numéricos que são derivadas de numerais cópticos:
|          | 1 | 2 | 3 | 4 | 5 | 6 | 7 | 8 | 9 |
| -------- | - | - | - | - | - | - | - | - | - |
| × 1      | ፩ | ፪ | ፫ | ፬ | ፭ | ፮ | ፯ | ፰ | ፱ |
| × 10     | ፲ | ፳ | ፴ | ፵ | ፶ | ፷ | ፸ | ፹ | ፺ |
| × 100    | ፻ |   |   |   |   |   |   |   |   |
| × 10.000 | ፼ |   |   |   |   |   |   |   |   |

## Unicode
A escrita ge'ez ou etiópica tem sido representado em Unicode 3.0 em padrões de códigos entre U+1200 e U+137F (decimal 4608–4991), contendo as sílabas básicas para o ge'ez, amárico, e tigrínia, além da pontuação e numerais. Adicionalmente, em Unicode 4.1, há o "Suplemento" variável de U+1380 a U+139F (decimal 4992–5023) contendo sílabas para Sebatbeit e marcadores tonais, e a variação "estendida" entre U+2D80 e U+2DDF (decimal 11648–11743) contendo sinais silábicos necessários para se escrever sebatbeit, me'en e blin.
|      | 0 | 1 | 2 | 3 | 4 | 5 | 6 | 7 | 8 | 9 | A | B | C | D | E | F |
| ---- | - | - | - | - | - | - | - | - | - | - | - | - | - | - | - | - |
| 1200 | ሀ | ሁ | ሂ | ሃ | ሄ | ህ | ሆ |   | ለ | ሉ | ሊ | ላ | ሌ | ል | ሎ | ሏ |
| 1210 | ሐ | ሑ | ሒ | ሓ | ሔ | ሕ | ሖ | ሗ | መ | ሙ | ሚ | ማ | ሜ | ም | ሞ | ሟ |
| 1220 | ሠ | ሡ | ሢ | ሣ | ሤ | ሥ | ሦ | ሧ | ረ | ሩ | ሪ | ራ | ሬ | ር | ሮ | ሯ |
| 1230 | ሰ | ሱ | ሲ | ሳ | ሴ | ስ | ሶ | ሷ | ሸ | ሹ | ሺ | ሻ | ሼ | ሽ | ሾ | ሿ |
| 1240 | ቀ | ቁ | ቂ | ቃ | ቄ | ቅ | ቆ | ቋ | ቈ |   | ቍ | ቋ | ቌ | ቊ |   |   |
| 1250 | ቐ | ቑ | ቒ | ቓ | ቔ | ቕ | ቖ |   | ቘ |   | ቝ | ቛ | ቜ | ቚ |   |   |
| 1260 | በ | ቡ | ቢ | ባ | ቤ | ብ | ቦ | ቧ | ቨ | ቩ | ቪ | ቫ | ቬ | ቭ | ቮ | ቯ |
| 1270 | ተ | ቱ | ቲ | ታ | ቴ | ት | ቶ | ቷ | ቸ | ቹ | ቺ | ቻ | ቼ | ች | ቾ | ቿ |
| 1280 | ኀ | ኁ | ኂ | ኃ | ኄ | ኅ | ኆ | ኋ | ኈ |   | ኊ | ኋ | ኌ | ኍ |   |   |
| 1290 | ነ | ኑ | ኒ | ና | ኔ | ን | ኖ | ኗ | ኘ | ኙ | ኚ | ኛ | ኜ | ኝ | ኞ | ኟ |
| 12A0 | አ | ኡ | ኢ | ኣ | ኤ | እ | ኦ | ኧ | ከ | ኩ | ኪ | ካ | ኬ | ክ | ኮ | ኳ |
| 12B0 | ኰ |   | ኲ | ኳ | ኴ | ኵ |   |   | ኸ | ኹ | ኺ | ኻ | ኼ | ኽ | ኾ |   |
| 12C0 | ዀ |   | ዂ | ዃ | ዄ | ዅ |   |   | ወ | ዉ | ዊ | ዋ | ዌ | ው | ዎ |   |
| 12D0 | ዐ | ዑ | ዒ | ዓ | ዔ | ዕ | ዖ |   | ዘ | ዙ | ዚ | ዛ | ዜ | ዝ | ዞ | ዟ |
| 12E0 | ዠ | ዡ | ዢ | ዣ | ዤ | ዥ | ዦ | ዧ | የ | ዩ | ዪ | ያ | ዬ | ይ | ዮ |   |
| 12F0 | ደ | ዱ | ዲ | ዳ | ዴ | ድ | ዶ | ዷ | ዸ | ዹ | ዺ | ዻ | ዼ | ዽ | ዾ | ዿ |
|      | 0 | 1 | 2 | 3 | 4 | 5 | 6 | 7 | 8 | 9 | A | B | C | D | E | F |

|      | 0 | 1 | 2 | 3 | 4 | 5 | 6 | 7 | 8 | 9 | A | B | C | D | E | F |
| ---- | - | - | - | - | - | - | - | - | - | - | - | - | - | - | - | - |
| 1300 | ጀ | ጁ | ጂ | ጃ | ጄ | ጅ | ጆ | ጇ | ገ | ጉ | ጊ | ጋ | ጌ | ግ | ጎ | ጓ |
| 1310 | ጐ |   | ጒ | ጓ | ጔ | ጕ |   |   | ጘ | ጙ | ጚ | ጛ | ጜ | ጝ | ጞ | ጟ |
| 1320 | ጠ | ጡ | ጢ | ጣ | ጤ | ጥ | ጦ | ጧ | ጨ | ጩ | ጪ | ጫ | ጬ | ጭ | ጮ | ጯ |
| 1330 | ጰ | ጱ | ጲ | ጳ | ጴ | ጵ | ጶ | ጷ | ጸ | ጹ | ጺ | ጻ | ጼ | ጽ | ጾ | ጿ |
| 1340 | ፀ | ፁ | ፂ | ፃ | ፄ | ፅ | ፆ |   | ፈ | ፉ | ፊ | ፋ | ፌ | ፍ | ፎ | ፏ |
| 1350 | ፐ | ፑ | ፒ | ፓ | ፔ | ፕ | ፖ | ፗ | ፘ | ፙ | ፚ |   |   |   |   | ፟  |
| 1360 | ፠ | ፡ | ። | ፣ | ፤ | ፥ | ፦ | ፧ | ፨ | ፩ | ፪ | ፫ | ፬ | ፭ | ፮ | ፯ |
| 1370 | ፰ | ፱ | ፲ | ፳ | ፴ | ፵ | ፶ | ፷ | ፸ | ፹ | ፺ | ፻ | ፼ |   |   |   |
| 1380 | ᎀ | ᎁ | ᎂ | ᎃ | ᎄ | ᎅ | ᎆ | ᎇ | ᎈ | ᎉ | ᎊ | ᎋ | ᎌ | ᎍ | ᎎ | ᎏ |
| 1390 | ᎐ | ᎑ | ᎒ | ᎓ | ᎔ | ᎕ | ᎖ | ᎗ | ᎘ | ᎙ |   |   |   |   |   |   |
| 2D80 | ⶀ | ⶁ | ⶂ | ⶃ | ⶄ | ⶅ | ⶆ | ⶇ | ⶈ | ⶉ | ⶊ | ⶋ | ⶌ | ⶍ | ⶎ | ⶏ |
| 2D90 | ⶐ | ⶑ | ⶒ | ⶓ | ⶔ | ⶕ | ⶖ |   |   |   |   |   |   |   |   |   |
| 2DA0 | ⶠ | ⶡ | ⶢ | ⶣ | ⶤ | ⶥ | ⶦ |   | ⶨ | ⶩ | ⶪ | ⶫ | ⶬ | ⶭ | ⶮ |   |
| 2DB0 | ⶰ | ⶱ | ⶲ | ⶳ | ⶴ | ⶵ | ⶶ |   | ⶸ | ⶹ | ⶺ | ⶻ | ⶼ | ⶽ | ⶾ |   |
| 2DC0 | ⷀ | ⷁ | ⷂ | ⷃ | ⷄ | ⷅ | ⷆ |   | ⷈ | ⷉ | ⷊ | ⷋ | ⷌ | ⷍ | ⷎ |   |
| 2DD0 | ⷐ | ⷑ | ⷒ | ⷓ | ⷔ | ⷕ | ⷖ |   | ⷘ | ⷙ | ⷚ | ⷛ | ⷜ | ⷝ | ⷞ |   |
|      | 0 | 1 | 2 | 3 | 4 | 5 | 6 | 7 | 8 | 9 | A | B | C | D | E | F |

## Literatura
- Marcel Cohen, "La prononciation traditionnelle du Guèze (éthiopien classique)", in: Journal asiatique (1921) Sér. 11 / T. 18.
- Gabriella F. Scelta, The Comparative Origin and Usage of the Ge’ez writing system of Ethiopia (2001)